# كراش بانديكوت (شخصية)
كراش بانديكوت هو اسم بطل سلسلة ألعاب كراش بانديكوت وكان أول ظهور له في لعبة فيديو كراش بانديكوت عام 1996 كراش هو حيوان بندقوط وخصمه الرئيسي في طوال السلسلة هو الدكتور نيو كورتيكس وقد هرب من قلعة كورتيكس بعدما أجرى كورتيكس تجربة فاشلة في «دوامة كورتيكس» وطوال هذه السلسلة يقوم كراش بإفشال مخططات كورتيكس الشريرة للسيطرة على العالم وكراش لديه حركات خاصة به مثل الدوران والقفز والانبطاح والجلوس وسلاح بازوكا .